# 30142 Debfrazier
30142 Debfrazier è un asteroide della fascia principale. Scoperto nel 2000, presenta un'orbita caratterizzata da un semiasse maggiore pari a 2,3559750 UA e da un'eccentricità di 0,1822022, inclinata di 6,83794° rispetto all'eclittica.